# Rugby Club 't Gooi
Maillots
Dernière mise à jour : 28 mars 2024.
Le Rugby Club 't Gooi est un club de rugby à XV néerlandais basé à Naarden dans la région du Gooi. Fondé en 1933, le club participe au championnat des Pays-Bas de rugby à XV.

## Histoire

### Genèse
Henk Kruissink et André Talboo, deux jeunes hommes originaires de Bussum, marquent un tournant dans l'histoire de l’ovalie aux pays-bas lorsqu’en  décembre 1932 ils reviennent enthousiasmés par un film sur le rugby a XV qu'ils viennent de visionner au cinéma Tuschinski à Amsterdam. Bien qu’on ne sache pas avec certitude de quel film il s’agit, il est probable qu’ils aient vu le résumé d’une rencontre entre les Springboks et l'Angleterre à Twickenham, se concluant sur un score de 7-0.
L'équipe masculine évolue dans la compétition la plus élevée du rugby néerlandais, le championnat des Pays-Bas de rugby à XV.

## Palmarès
- Vainqueur du Championnat des Pays-Bas de rugby à XV en 1952, 2009, 2013, 2018 et 2024.